# Graminella cognita
Graminella cognita är en insektsart som beskrevs av Caldwell 1952 . Graminella cognita ingår i släktet Graminella och familjen dvärgstritar. Inga underarter finns listade i Catalogue of Life.